# إغناثيو باريوس
إغناثيو باريوس (بالإسبانية: Ignacio Barrios) هو رسام مكسيكي، ولد في 10 مارس 1930 في Zacualpan, State of Mexico ‏ في المكسيك، وتوفي في 22 يناير 2013 في مدينة مكسيكو في المكسيك.